# فمی
فمی، روستایی از توابع بخش امام زاده بادرود شهرستان نطنز در استان اصفهان ایران است.
تلاش و همت اهالی این روستا در عرصه های کشاورزی ، دامداری ، گردشگری، پرورش ماهی زینتی و فرش بافی باعث شده نه تنها مردم این روستا مهاجرت به شهرها نکنند بلکه در چند سال اخیر افزایش جمعیت هم داشته باشند .احمدرضا اصغری گفت: با پافشاری مردم و حضور خانوادگی در فعالیتهای اقتصادی و تولیدی روستا، شمار جمعیت از هزار و 142 نفر در سرشماری سال 95 درحال حاضر به هزار و 244 نفر در این روستای کویری افزایش یابد .
وی با بیان اینکه راه اندازی اقامتگاه بومگردی از دیگر فعالیتهای مردم این روستا است افزود: روستای فمی دارای400 هکتار باغت و زمین کشاورزی و بیش از 5 هزار راس دام، انواع محصولات باغی و کشاورزی و روزانه10 تن شیر تولید می کند.

## جمعیت
این روستا در دهستان فمی قرار دارد و براساس سرشماری مرکز آمار ایران در سال (۱۳9۵)، جمعیت آن2000 نفر (300خانوار) بوده‌است.